# ハロルド・メストレ
ハロルド・メストレ（Harold Mestre、1968年9月11日 - ）は、コロンビアのプロボクサー。カルタヘナ出身。元IBF世界バンタム級王者。

## 来歴
1989年3月25日、プロデビュー戦を行い4回判定勝ちでデビュー戦を白星で飾った。
1993年6月5日、イシドロ・テジェドアが持つコロンビアバンタム級王座に挑戦し、2回TKO勝ちで王座獲得に成功した。
1995年1月21日、16度防衛したオルランド・カニザレスが持っていたIBF世界バンタム級王座決定戦をジュベナル・ベッリーオと対戦し、8回2分43秒TKO勝ちを収め、王座獲得に成功した。終了してのスコアは3者とも67-66でメストレがわずか1点の僅差を守り抜いた。
1995年4月29日、南アフリカヨハネスブルグのFNBスタジアムにて、15戦全勝のムブレロ・ボティーレと対戦したが自身初のKO負けとなる2回1分24秒KO負けを喫し初防衛に失敗し王座から陥落した。
1996年2月16日、エルヴィス・メジナが持つコロンビアスーパーバンタム級王座に挑戦し3回TKO勝ちで王座獲得に成功した。
1996年12月14日、アーネル・バロテッロが持つIBFインターコンチネンタルスーパーバンタム級王座に挑戦したが2回TKO負けを喫し王座獲得に失敗した。
2003年2月7日、レイナルド・エスキビアに2回KO負けを喫したのを最後に現役を引退した。

## 獲得タイトル
- コロンビアバンタム級王座
- コロンビアスーパーバンタム級王座
- 第5代IBF世界バンタム級王座（防衛0）